# Opsidijan
Opsidijan je vrsta vulkanskog stakla i kao vulkanska stijena se sastoji uglavno od staklaste materije. Ova vrsta prirodnog stakla, se stvara u ekstruzivnim magmatskim stijenama brzim hlađenjem lave obogaćene lakim materijalima, a posebno silikatima, tako da se nisu stigli formirati kristali. 
Opsidijan se uobičajeno nalazi na krajevima riolitske lave, gdje je hlađenje lave brzo. Opsidijanske oštrice mogu dosegnuti molekularnu tankoću, tako da se mogu rabiti kao oštrice raznih alata.
Opsidijan je poput minerala, ali nije pravi mineral, jer nema kristalnu rešetku. 

## Nalazišta
Može se naći na raznim nalazištima širom svijeta. Opsidijan se nalazi primjerice i u sljedećim državama:
- Armenija
- Meksiko
- Turska
- Italija
- Grčka
- Škotska
- Staklena planina, sjeverozapad SAD

## Nekadašnja uporaba
Opsidijan je bio vrlo cijenjen u kameno doba, jer su se od njega mogle izrađivati oštrice i vrhovi strijela. Može se i polirati, tako da su se od njega proizvodila i ogledala. 

## Današnja uporaba
Danas se opsidijan rabi u kirurgiji srca, jer su opsidijanski skalpeli daleko oštriji od najkvalitetnijih čelika. Oštrice na taj način postaju tanke, gotovo molekularne tankoće, pa je rez čišći, što izaziva brže zacjeljenje i manje ožiljaka. 